# Буробрюхая сумчатая крыса
Буробрюхая сумчатая крыса, или узкополосая сумчатая землеройка (лат. Phascolosorex dorsalis) — вид из рода полосатых сумчатых крыс семейства хищные сумчатые. Эндемик Новой Гвинеи.

## Распространение
Обитает в центральных, западных и восточных районах острова Новая Гвинея на территории Индонезии и Папуа — Новой Гвинеи от гор Арфак на западе до полуострова Юон на востоке. Встречается на высоте от 1500 до 3600 м над уровнем моря. Естественная среда обитания — влажные тропических леса.

## Внешний вид
Длина тела с головой колеблется от 134 до 167 мм, хвоста — от 110 до 160 мм. Средний вес взрослой особи — от 13 до 15 г. Волосяной покров длинный, мягкий, густой. Окрас волосяного покрова на спине серо-бурый. Брюхо каштаново-красного. По спине от головы до основания хвоста тянется тонкая чёрная полоса. Хвост чёрный. Уши относительно короткие, редко покрытые волосами. Лапы коричневые.

## Образ жизни
Буробрюхие сумчатые крысы проявляют активность преимущественно днём. Ведут наземный образ жизни.

## Размножение
В потомстве, как правило, 4 детёныша (столько же сосков у самки).